# 新條由芽
新條由芽（日语：／，1998年4月27日—），是一位日本群馬縣出生的前女演員、前寫真偶像，前經紀公司為A-PLUS，身高158cm，血型為AB型。
2020年出演《超級戰隊系列》作品《魔進戰隊煌輝者》，飾演「速見瀨奈/煌輝綠」。
2024年1月29日，宣佈於同年3月31日從A-PlUS退所，並從藝能界引退。

## 簡介
- 小學一年級開始學習鋼琴，持續了12年。[2]
- 高中隸屬茶道社，取得裏千家流派的上級資格。[3]
- 書法亦頗有造詣，擁有中等部師範水準。[3]

## 演藝經歷

### 電視劇
- 3年A班-從此刻起，大家都是我的人質-（2019年1月6日 - 3月10日，日本電視台） 飾演 金澤鈴央[4]
- 離婚的兩人（日语：離婚なふたり）（2019年4月5日・12日，朝日電視台）
- 電影少女-VIDEO GIRL MAI 2019-（2019年4月12日 - 6月28日，東京電視網） 飾演 佐竹美優[5]
- 蟬男（日语：セミオトコ） 第4集（2019年8月16日，朝日電視台） 飾演 二宮
- Nippon Noir～刑警Y的叛亂～（日语：ニッポンノワール-刑事Yの反乱-）（2019年11月15日，日本電視台） 飾演 金澤玲央
- 特攝劇 魔進戰隊煌輝者（2020年3月8日 - 2021年2月28日，朝日電視台） 飾演 速見瀨奈 / 煌輝綠[6]
- 高校英雄（日语：ザ・ハイスクール ヒーローズ） 第2集（2021年8月7日，朝日電視台） 飾演 三島純加
- 神速偵探（日语：探偵が早すぎる#テレビドラマ）（2022年4月14日，讀賣電視台・日本電視台） 飾演 中村真央[7]
- 紅蘋果（日语：アカイリンゴ）（2023年1月23日，朝日放送集團控股）飾演 宇宙美空[8]
- 家政夫三田園第6季 第8集（2023年11月28日，朝日電視台）飾演 三倉真美[9]

### 電影
- 魔進戰隊煌輝者 EpisodeZERO（2020年2月8日，東映） 飾演 速見瀨奈 / 煌輝綠（配音）
- 魔進戰隊煌輝者 THE MOVIE Be-Bop Dream（2021年2月20日，東映） 飾演 速見瀨奈 / 煌輝綠（配音）
- 魔進戰隊煌輝者VS龍裝者（2021年4月29日，東映） 飾演 速見瀬奈 / 煌輝綠（配音）
- 機界戰隊全界者VS煌輝者VS前輩者（2022年4月29日，東映） 飾演 速見瀬奈 / 煌輝綠（配音）

### MV
- DAIGO「懷舊之夜」（2018年7月）
- Flower Companyz（日语：フラワーカンパニーズ）「你好嗎？2018 acoustic ver.」（2018年8月）
- 感官小丑（日语：感覚ピエロ）「ARATA-ANATA」（2019年3月）[10]

### 廣告
- 森永製菓
- 週刊Playboy 創刊52週年紀念廣告（2018年10月1日～10月31日）
- Zensho Holdings 歡樂意大利面（日语：ゼンショー）
- 本田汽車 母女篇（2019年8月9日）

## 雜誌
| 出版社             | 名稱                                                    | 出版日期       |
| ------------------ | ------------------------------------------------------- | -------------- |
| 玄光社             | CM NOW Vol.195                                          | 2018年10月10日 |
| 集英社             | 週刊プレイボーイ No.45                                  | 2018年10月22日 |
| 小學館             | 週刊ビッグコミックスピリッツ 49號                       | 2018年11月5日  |
| 學研プラス         | BOMB 12月號                                             | 2018年11月9日  |
| マガジンハウス     | anan (It GIRL)                                          | 2018年11月14日 |
| 玄光社             | NEXTGIRL圖鑑 2019                                       | 2018年11月19日 |
| 學研プラス         | BOMB 1月號                                              | 2018年12月7日  |
| 白夜書房           | BRODY 2月號 (NEW ARTIST VOICE)                          | 2018年12月22日 |
| Rocket Base LLC    | Rocket vol.16                                           | 2019年1月1日   |
| ワニブックス       | UTB＋                                                   | 2019年1月9日   |
| KADOKAWA           | 週刊ザテレビジョン(New Face)                            | 2019年1月9日   |
| 學研プラス         | TV LIFE (Face)                                          | 2019年1月16日  |
| 主婦の友社         | mina (CLOSE-UP)                                         | 2019年1月20日  |
| 白夜書房           | Audition blue 3月號 (Pick Up Interview) Up Interview)   | 2019年2月1日   |
| マガジンハウス     | FINE BOYS (気になるコノ人のカバンと愛用グッズ！Vol.108) | 2019年2月9日   |
| 玄光社             | CMNOW Vol.197 (きらりガール)                            | 2019年2月9日   |
| 集英社             | 週刊プレイボーイ No.10                                  | 2019年2月25日  |
| 東京ニュース通信社 | B.L.T. 5月號                                            | 2019年3月23日  |
| 集英社             | 週刊ヤングジャンプ                                      | 2019年3月28日  |
| 講談社             | FRIDAY                                                  | 2019年4月5日   |
| 講談社             | FRIDAY 別冊GOLD                                         | 2019年5月1日   |
| 集英社             | MEN'S NON-NO』 (MY GIRL 僕の彼女。#18)                  | 2019年5月10日  |
| 雙葉社             | EX大衆 (令和に輝くニューヒロインたち)                   | 2019年5月15日  |
| 玄光社             | フォトテクニックデジタル                                | 2019年5月20日  |
| 集英社             | 週刊プレイボーイ                                        | 2019年9月30日  |
| 講談社             | WHITE graph 002                                         | 2019年11月12日 |
| Rocket Base        | Rocket vol.20                                           | 2020年1月25日  |
| 東京ニュース通信社 | 週刊TVガイド                                            | 2020年2月5日   |
| 寶島社             | MonoMax                                                 | 2020年2月7日   |
| 學研プラス         | TV LIFE                                                 | 2020年2月26日  |
| 集英社             | 週刊プレイボーイ                                        | 2020年3月2日   |
| 學研プラス         | BOMB 4月號                                              | 2020年3月9日   |
| ワニブックス       | UTB＋                                                   | 2020年3月11日  |
| 講談社             | FRIDAY                                                  | 2020年4月10日  |

## 寫真集
- （2021年2月25日出版）

## 外部連結
- 新條由芽 （页面存档备份，存于） - A-Plus內的個人資料
- 新條由芽的X（前Twitter）
- 新條由芽的Instagram帳戶